# Octave de Chabannes-Curton
Octave Pierre Antoine Henri burggraaf de Chabannes-Curton (Parijs, 16 mei 1803 - aldaar, 7 maart 1889) was een Frans viceadmiraal, koloniaal bestuurder en politicus ten tijde van het Tweede Franse Keizerrijk.

## Biografie
Na zijn opleiding aan de École polytechnique vervoegde de Chabannes-Curton de Franse marine. Van 1851 tot 1852 was hij gouverneur van Frans-Guyana. Hij volgde Jean-François Vidal de Lingendes op, die deze functie ad interim waarnam. Op 24 december 1861 promoveerde hij tot viceadmiraal. Hij werd tweemaal tot maritiem prefect benoemd: een eerste maal in 1861 in Cherbourg en een tweede maal in 1864 in Toulon, helemaal aan de andere kant van Frankrijk.
Op 18 november 1867 werd de Chabannes-Curton door keizer Napoleon III benoemd tot senator. Hij zou in de Senaat blijven zetelen tot de afkondiging van de Derde Franse Republiek op 4 september 1870.
Hij werd onderscheiden tot grootofficier in het Legioen van Eer op 29 oktober 1864.